# マイケル・マカスカー
マイケル・"マイク"・マカスカー（Michael "Mike" McCusker, 1966年6月23日 - ）は、アメリカ合衆国の編集技師である。『ウォーク・ザ・ライン/君につづく道』（2005年）と『フォードvsフェラーリ』（2019年）によりアカデミー賞編集賞にノミネートされており、後者では受賞も果たした。ジェームズ・マンゴールド監督と頻繁にコラボレーションしている。
マカスカーは編集技師のデヴィッド・ブレナーに師事した。

## 生い立ちと学歴
コネチカット州ニューケイナンのニューケイナン高校に通い、そこで映画製作を始めた。卒業後にはエマーソン大学に通い、1988年に映画理論と製作の美術学士号を取得した。

## キャリア
エマーソン大卒業後はカリフォルニア州ウェスト・ハリウッドに移り、製作アシスタントとしての仕事を得てテレビアニメ『ザ・シンプソンズ』などに参加した。その後彼は編集に興味を抱き、Showtimeのアンソロジー『堕ちた天使たち』のアシスタントエディターとなった。
マカスカーは映画編集者組合に加入後、オリバー・ストーン作品などで知られてアカデミー賞編集賞受賞経験もあるデヴィッド・ブレナーのチームでアシスタントエディターとなった。マカスカーは5年にわたって『パトリオット』や『ニューヨークの恋人』などを手がけた。最終的にブレナーはマカスカーをアソシエイトエディターに昇格させた。
ジェームズ・マンゴールドは『ウォーク・ザ・ライン/君につづく道』の際にブレナーに編集を依頼したが実現せず、ブレナーは代わりにマカスカーを推薦した。マカスカーは2020年にマンゴールドの映画『フォードvsフェラーリ』でアカデミー賞編集を受賞した。

## 私生活
映画『デイ・アフター・トゥモロー』に参加した際に知り合ったプロデューサーのディアドラ・モリソンと結婚した。

## 主なフィルモグラフィ
- Sax's Final Orbit (1997)
- Kings (1998 film)|Kings (1998)
- ウォーク・ザ・ライン/君につづく道 Walk the Line (2005)
- ウォークアウト/勇気ある反乱（英語版） Walkout (2006)
- 3時10分、決断のとき 3:10 to Yuma (2007)
- オーストラリア Australia (2008)
- メタルヘッド Hesher (2010)
- ナイト&デイ Knight and Day (2010)
- アメイジング・スパイダーマン The Amazing Spider-Man (2012)
- ウルヴァリン:SAMURAI The Wolverine (2013)
- ジェームス・ブラウン 最高の魂を持つ男 Get on Up (2014)
- 13時間 ベンガジの秘密の兵士 13 Hours (2016)
- ガール・オン・ザ・トレイン The Girl on the Train (2016)
- LOGAN/ローガン Logan (2017)
- フォードvsフェラーリ Ford v. Ferrari (2019)
- アオラレ Unhinged (2020)

## 受賞とノミネート
| 賞                       | 年   | 部門                                        | 作品名                            | 結果       |
| ------------------------ | ---- | ------------------------------------------- | --------------------------------- | ---------- |
| アカデミー賞             | 2005 | 編集賞                                      | ウォーク・ザ・ライン/君につづく道 | ノミネート |
| アカデミー賞             | 2019 | 編集賞                                      | フォードvsフェラーリ              | 受賞       |
| 英国アカデミー賞         | 2019 | 編集賞                                      | フォードvsフェラーリ              | 受賞       |
| アメリカ映画編集者協会賞 | 2005 | 長編映画編集賞 (コメディ・ミュージカル部門) | ウォーク・ザ・ライン/君につづく道 | 受賞       |
| アメリカ映画編集者協会賞 | 2019 | 長編映画編集賞 (ドラマ部門)                 | フォードvsフェラーリ              | ノミネート |
| サテライト賞             | 2008 | 編集賞                                      | オーストラリア                    | ノミネート |
| サテライト賞             | 2019 | 編集賞                                      | フォードvsフェラーリ              | 受賞       |